# Kaisersuppe
Eine Kaisersuppe ist eine klassische Suppe in Deutschland und Österreich, die vor allem in Kochbüchern des 19. Jahrhunderts beschrieben wurde. Es handelt sich in der Regel um eine klare Rindfleischbrühe mit Eierstich, die durch weitere Zutaten angereichert werden kann. Daneben existiert die Bezeichnung Kaisersuppe auch für andere kräftige und hochwertige Suppen, wobei die Bezeichnung als Kaisergericht wahrscheinlich den besonderen Wert anzeigen soll.

## Zubereitung und Geschichte
Die Kaisersuppe wird bereits in deutschen und österreichischen Kochbüchern des frühen 19. Jahrhunderts beschrieben, wobei die Zubereitung leicht voneinander abweichen kann. Allen gemein ist die Verwendung von Eierstich oder fädig in die Suppe eingezogenem Ei sowie die Nutzung einer Rinderbrühe als Basis. Der Eierstich wird dafür in der Regel aus Hühnereiern und einer mit Muskatnuss und Salz gewürzten Brühe hergestellt, die in einer Terrine in einem kochenden Wasserbad erhitzt wird, bis sich eine feste Masse ergibt. Die Masse wird geschnitten und danach in einem Teller mit einer klaren Brühe übergossen.
Je nach Rezept können die Art der Brühe variieren und weitere Zutaten hinzugefügt werden. Als Gewürze können neben Muskatnuss auch Lorbeerblätter, Safran und andere hinzukommen. Als Ergänzung beschrieb das Teutsche Universal-Kochbuch von 1823 die Zubereitung der Kaisersuppe mit einem durch Milch angereicherten Eierstich, der in Felder aufgeteilt und mit verschiedenen Zutaten wie Krebsschwänzen, Morcheln, gesottenen Leber- oder Lungenstückchen, verschiedenen Kräutern, Eidottern, gelben Rüben oder anderen Zutaten belegt und dann mit einer Krebsbrühe angegossen wird. Die von Johann Georg Krünitz 1847 herausgegebene Oeconomische Encyclopädie neben der Herstellung mit Eierstich als zweite Variante die Zubereitung durch einen mit Fleischbrühe angereicherten Eierschaum. Im Werk Neustes Universal- oder großes Wiener-Kochbuch von 1834 findet sich ein entsprechendes Rezept einer Suppe, die auf einer kräftigen Fleischbrühe aus Rind-, Schweine- und Kalbfleisch, Speck und Rinderfett sowie Zwiebeln mit Sellerie, Rüben und Pastinaken aufbaut, in die zum Ende wie in einer Einlaufsuppe mehrere Eidotter hinzugegeben werden.
Im späteren 20. Jahrhundert wurde der Name „Kaisersuppe“ von dem Unternehmen Maggi als Bezeichnung für eine trockene Tütensuppe genutzt. Dabei handelt es sich um eine vegetarische Gemüsesuppe mit Spiralnudeln und zwei verschiedenen Typen Gemüseklößchen.

## Belege
1. 1 2  Johann Georg Krünitz (Hrsg.): Ökonomisch-technologische Encyklopädie, oder allgemeines System der Staats-, Stadt-, Haus- und Landwirthschaft, und der Kunst-Geschichte: in alphabetischer Ordnung. Welcher die Art. Süd bis Szopa enthält. Krause, 1841; S. 470. (Digitalisat bei Google Books).
2. ↑  Küchen-Kalender oder vollständiger Küchenzettel auf alle Tage im Jahre: nebst einer Anleitung die Speisen schmackhaft und zugleich wohlfeil zu bereiten. 1831; S. 83. (Digitalisat bei Google Books).
3. ↑  Sophia Juliana Weiler: Neuestes Augsburgisches Kochbuch, enthaltend 1040 Speise-Zubereitungen und viele nützliche Beigaben: Aus den Papieren von weiland Frau Sophia Juliana Weiler. C.H. Beck, 1866; S. 24. (Digitalisat bei Google Books).
4. ↑  Teutsches Universal-Kochbuch oder Inbegriff aller Kochkunstvortheile, um gut, wohlfeil und wohlschmeckend zu kochen: mit Berücksichtigung und Anwendung der französischen, englischen und italienischen Küchen-Vorschriften : zum leichtern Gebrauch als Wörterbuch verfaßt. Seybold, 1823; Band 2, S. 666. (Digitalisat bei Google Books).
5. ↑  Neustes Universal- oder großes Wiener-Kochbuch. Tendler, 1834; S. 24. (Digitalisat bei Google Books).
6. ↑  MAGGI Kaisersuppe (Memento des Originals vom 1. Dezember 2017 im Internet Archive)  Info: Der Archivlink wurde automatisch eingesetzt und noch nicht geprüft. Bitte prüfe Original- und Archivlink gemäß Anleitung und entferne dann diesen Hinweis., Produktvorstellung auf nestle-marktplatz.de; abgerufen am 21. November 2017.